# IPA Journal
IPA Journal  (International Police Association Journal) este un supliment al Revistei Poliția Capitalei, care apare trimestrial în limba română. El este editat de către IPA-Secția Română fondată pe data de 31 august 1992, având ca președinte pe Prof. univ. dr. Costică Voicu de la Academia de Poliție din București.
IPA Journal (ISSN 1842-2721), are colegiul editorial format din: Prof. univ. dr. Costică Voicu, Dr. Ing. Iulian Medrea, Economist Florin Safta, Prof. univ. dr. Lazăr Cârjan, Dr. Ioan M. Gheorghită, Dr. Mihai David, Dumitru Derscanu, iar colegiul redacțional format din: Florin Zagoneanu, Redactor șef, Marian Tudor, Secretar general de redacție, Dan Postelnicu, Mihai Chiper, Claudia Lupea și Thomas Csinta (Franța, externe), corespondenți permanenți. IPA-Secția Română este afiliată la International Police Association din data de 25 octombrie 1996.